# Kvalsund
Kvalsund (en sami del norte: Fálesnuorri y en kven: Valasnuora) fue un antiguo municipio del antiguo condado de Finnmark en Noruega. El municipio es ahora parte del municipio de Hammerfest en el condado de Finnmark. El municipio existió desde 1869 hasta su disolución en 2020. El centro administrativo del municipio era el pueblo de Kvalsund. Pertenecían al municipio otros pueblos como  Áisaroaivi, Kokelv, Oldernes, Oldervik, Revsneshamn, Skaidi. Tenía una población de 1049 habitantes según el censo de 2015 y su centro administrativo es el pueblo de Kvalsund.

## Información general
El municipio se fundó el 1 de julio de 1869, cuando fue separado de Sørøysund. Al principio, Kvalsund contaba con 514 habitantes. El 1 de enero de 1963, una pequeña parte del municipio de Måsøy, se transfirió a Kvalsund.

### Nombre
El nombre en nórdico antiguo es Hvalsund. Hvalr significa «ballena» y sund quiere decir «estrecho» o «seno».

### Escudo de armas
El escudo de armas es de los tiempos modernos. Se les concedió el 27 de marzo de 1987. El escudo muestra tres salmones plateados, organizados en perla sobre un fondo azul. El salmón representa la pesca de varias formas: como una manera tradicional de ganarse la vida y una fuente de ingresos, así como una forma moderna piscicultura.